# Sambor II

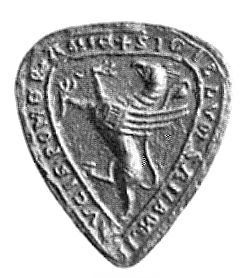
Pieczęć Sambora II z 1229

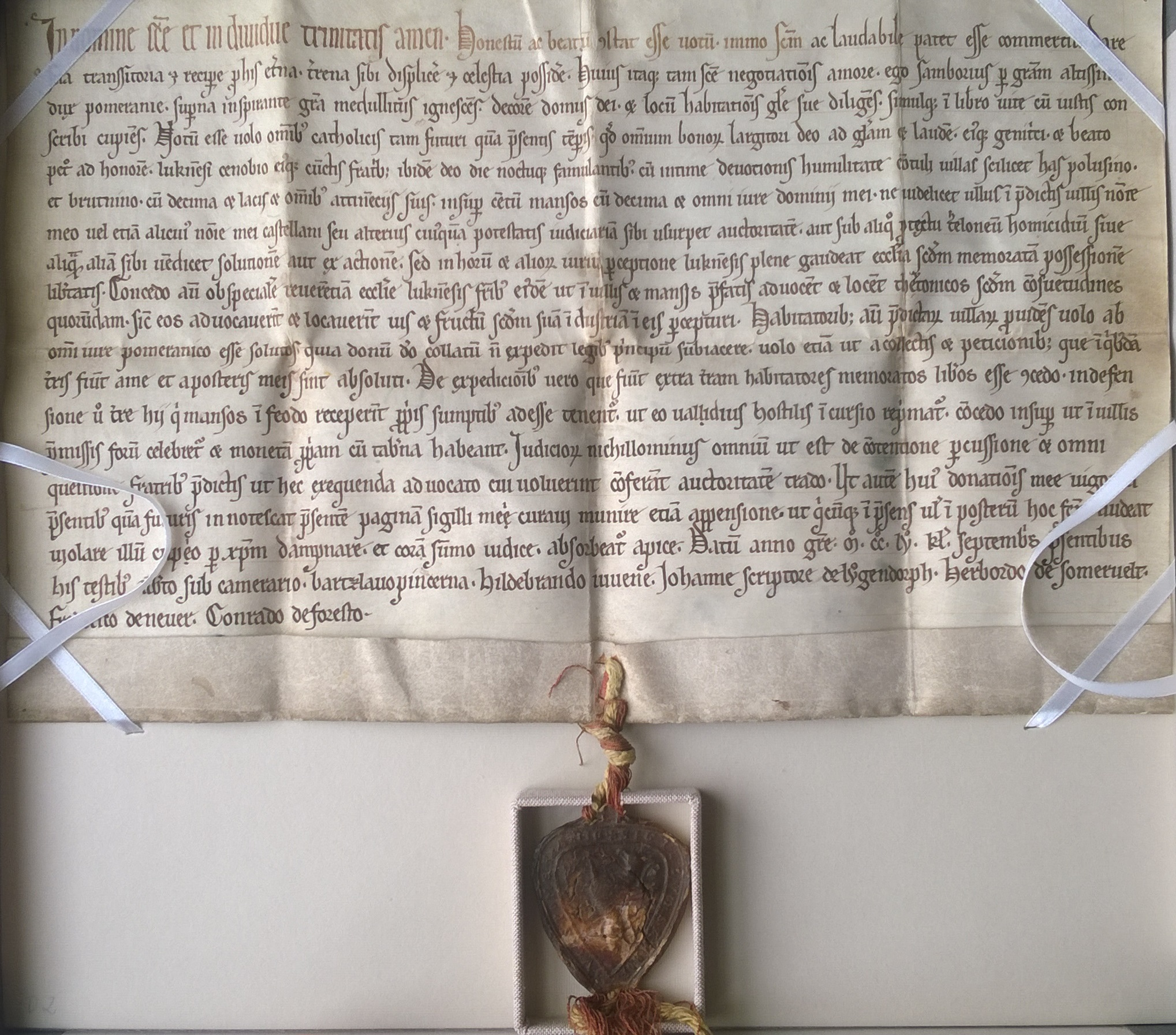
Sambor, książę pomorski na Lubiszewie, nadaje klasztorowi w Łeknie wsie Polusino (Połęczyn) i Brutnino na Pomorzu Gdańskim

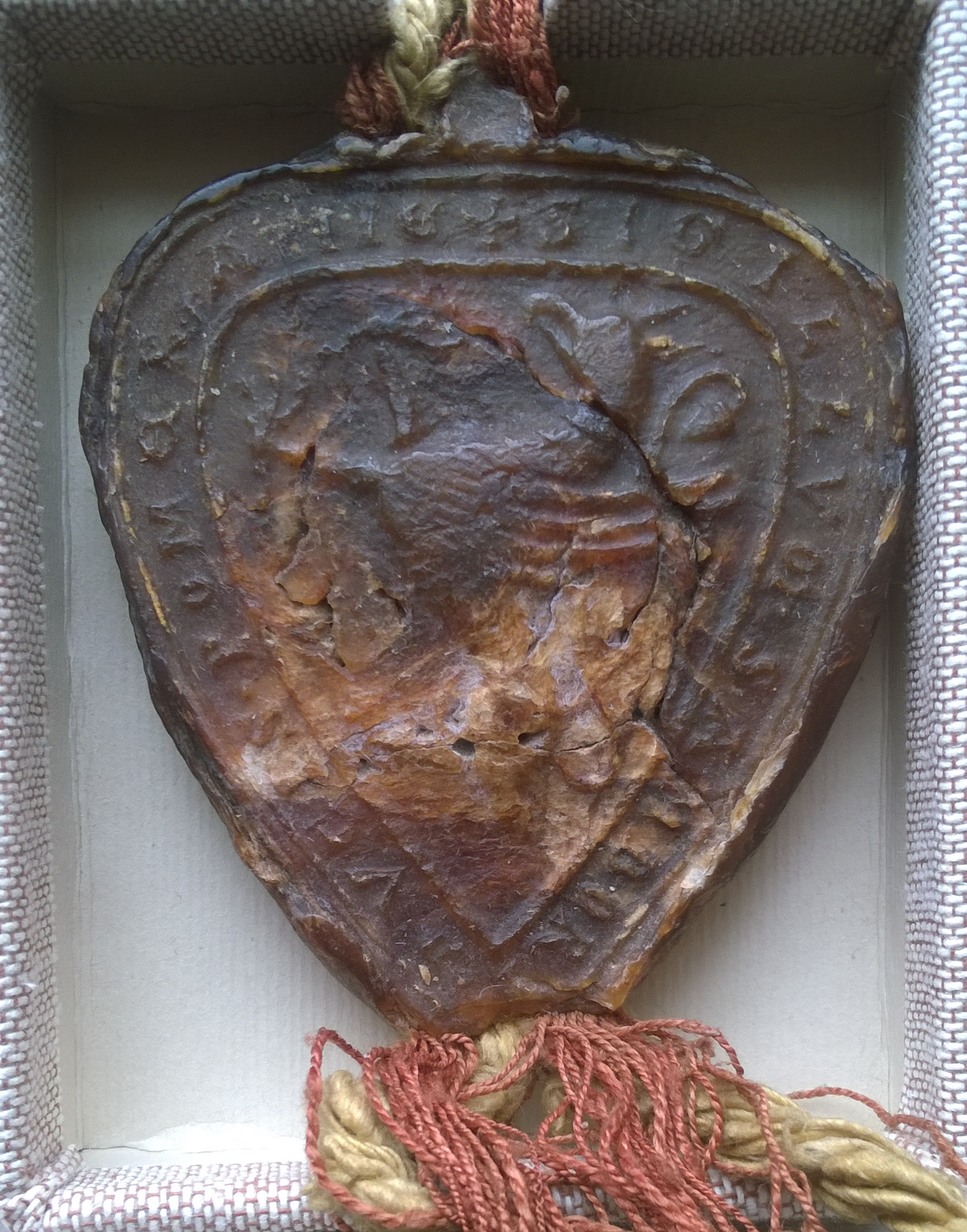
Pieczęć przywieszona przy dokumencie z zasobu Archiwum Państwowego w Poznaniu

Sambor II (ur. 1211 lub 1212, zm. 30 grudnia 1277 lub 1278) – książę lubiszewsko-tczewski, syn Mściwoja I, ojciec Małgorzaty.
Mściwoj I książę pomorski ze związku z Zwinisławą miał czterech synów: Świętopełka, Warcisława, Sambora i Racibora. Zgodnie z postanowieniem testamentu Mściwoja, Świętopełk miał rządzić całym księstwem, póki jego bracia nie osiągną dwudziestego roku życia.
Sambor pozostawał pod opieką swego brata przez dwanaście lat. Data usamodzielnienia się, a co za tym idzie objęcia rządów we własnej dzielnicy, jest sporna i umieszcza się ją między 1225 a 1233. Najwięcej argumentów przemawia za 1233, tak więc Sambor urodziłby się około 1211/1212. Dzielnica jego obejmowała ziemie: gniewską, goręczyńską, kościerską, lubiszewską, starogardzką, zaborską oraz Żuławy. Centralnym ośrodkiem jego księstwa było Lubiszewo. Około 1233 ożenił się z Matyldą, córką księcia meklemburskiego Henryka Borwina II.
W 1234 wspólnie ze Świętopełkiem walczył w zwycięskiej bitwie z Prusami nad rzeką Dzierzgoń. Wkrótce zawarł sojusz z zakonem krzyżackim. W 1236 został wygnany z Pomorza przez Świętopełka, schronił się na ziemi krzyżackiej. Namówił do wspólnego wystąpienia przeciw Świętopełkowi młodszego brata Racibora. Przy próbie zdobycia grodu Słońcy, Racibor dostał się do niewoli.
W 1242 rozpoczęła się długotrwała wojna, trwająca z przerwami aż do 1253, między Świętopełkiem a Krzyżakami o sporne tereny i cła wiślane. Do walki ze Świętopełkiem stanęła koalicja, której przewodzili Krzyżacy, książęta kujawsko-mazowieccy oraz wielkopolscy. Do koalicji włączyli się także bracia Świętopełka, Sambor i Racibor.
Pierwszy etap wojen zakończył się w 1243. Świętopełk po utracie Wyszogrodu, Sartowic oraz Nakła zmuszony był zawrzeć pokój. Jednak jeszcze tego samego roku, na wieść o poważnej klęsce Krzyżaków w dniu 17 czerwca 1243 pod Rządzem na ziemi chełmińskiej w walce z Prusami, Świętopełk zerwał pokój. 28 sierpnia 1243 w Inowrocławiu doszło do drugiego porozumienia Krzyżaków z Kazimierzem kujawskim, do porozumienia włączyli się także Sambor i Racibor. W razie niepowodzenia walk ze Świętopełkiem, Krzyżacy zobowiązali się przekazać Samborowi gród Sartowice, a Kazimierz Raciborowi – Wyszogród. W drodze powrotnej z Inowrocławia Racibor został ujęty przez Świętopełka. Sambor ponownie musiał uciekać ze swojej dzielnicy. Zgodnie z umową zawartą w Inowrocławiu Krzyżacy przekazali mu gród w Sartowicach pod Świeciem.
24 października 1248 Świętopełk zawarł pokój z Krzyżakami. Zgodnie z nim, spór między Świętopełkiem a jego braćmi został oddany pod arbitraż legata papieskiego Jakuba z Leodium. W początkach 1249 Sambor wrócił do swojej dzielnicy. Jednak już w 1250, po wznowieniu wojny, musiał po raz trzeci udać się na wygnanie. W 1252 pod osłoną wojsk krzyżackich przystąpił do budowy grodu w Tczewie. Dzielnicę odzyskał w 1253 po zawarciu pokoju między Świętopełkiem a Krzyżakami. Nowa stolica księstwa w Tczewie dawała lepszą możliwość kontaktów z zakonem krzyżackim, a także umożliwiała lepszą kontrolę szlaków wiślanych oraz czerpania dochodów z ceł.
Od lat pięćdziesiątych w otoczeniu księcia Sambora następował wzrost znaczenia osób niemieckiego pochodzenia. Za pośrednictwem dworu meklemburskiego oraz zakonu krzyżackiego przybywali do księstwa rycerze i mieszczanie niemieccy. Doprowadził do lokacji Tczewa na prawie lubeckim, a także starał się o napływ do własnej dzielnicy mieszczan, głównie z Lubeki, ale także z Brunszwiku i Hamburga. Wystawił przywileje dla Elbląga, Chełmna i Tczewa zwalniając je od ceł w swoim księstwie.
W 1258 ufundował klasztor cystersów tzw. Sambuii w Pogódkach (w 1276 Mściwój II przeniósł go do Pelplina w ziemi gniewskiej). Zakonników sprowadził z Doberanu w Meklemburgii. Aby wyposażyć nowo fundowany klasztor, skonfiskował dobra cystersów oliwskich, zlokalizowane w jego księstwie. W sprawie zwrotu dóbr cystersów interweniował w 1262 papież Urban IV. Sambor, który nie podporządkował się zaleceniom papieża, został obłożony ekskomuniką, zatwierdzoną przez legata papieskiego Gwidona 20 marca 1266. W początkach 1267 całe księstwo zostało obłożone interdyktem przez biskupa włocławskiego Wolimira.
Po śmierci Świętopełka 10 lub 11 stycznia 1266 Pomorzem Gdańskim władało trzech książąt. Księciem zwierzchnim został najstarszy syn Świętopełka Mściwój II, władał on jednak tylko dzielnicą świecką. Jego młodszy brat Warcisław władał Białogardą, ziemiami słupską i sławieńską oraz dzielnicą gdańską, w związku z czym był faktycznym zwierzchnikiem Pomorza Gdańskiego. Trzecim z książąt był Sambor, książę tczewski.
Nierówny podział ojcowizny doprowadził do wojny między synami Świętopełka. Po wojnie z lat 1269/1270–1272 całe Pomorze Gdańskie dostało się w ręce Mściwoja II. Po utracie księstwa Sambor udał się na Kujawy do swojej córki Salomei i jej męża Siemomysła. Podczas najazdu księcia wielkopolskiego Bolesława Pobożnego na Kujawy w 1271 dostał się do niewoli. Po uwolnieniu udał się do Krzyżaków i tam w roku 1276 zapisał im ziemię gniewską. Nie mogąc się doczekać pomocy od Krzyżaków, przedostał się do Inowrocławia, gdzie tron niedawno odzyskał jego zięć Siemomysł. Przed śmiercią zapisał księstwo córkom. Zmarł 30 grudnia w 1277 lub 1278. Pochowany w Kościele Najświętszej Maryi Panny w Inowrocławiu, zw. Ruiną.
W 1281 Krzyżacy wszczęli proces żądając uznania przez Mściwoja II nadań Sambora i Racibora dla zakonu. 18 maja 1282, podczas zjazdu w Miliczu, doszło do ugody, w wyniku której Krzyżacy otrzymali ziemię gniewską, część Mierzei i Żuław.
Z małżeństwa Sambora z Matyldą urodził się syn Sobiesław, który zmarł młodo, oraz pięć córek: Małgorzata, Zwinisława, Eufemia, Salomea i Gertruda.

## WładcyPomorza Gdańskiegozdynastii Sobiesławiców(z uwzględnieniem podziałów dzielnicowych)
| Sobiesław namiestnik pomorski 1155–1177/80 | Sambor I gdański namiestnik pomorski 1177/80–1205 | Mściwój I gdański namiestnik pomorski 1205–1219/20 | Świętopełk II Wielki namiestnik pomorski 1219/20-1227 ks. gdański 1227–1266 | Świętopełk II Wielki namiestnik pomorski 1219/20-1227 ks. gdański 1227–1266 | Warcisław II ks. gdański 1266–1270 | Mściwój II ks. pomorski 1270–1294 | Mściwój II ks. pomorski 1270–1294 |
| Sobiesław namiestnik pomorski 1155–1177/80 | Sambor I gdański namiestnik pomorski 1177/80–1205 | Mściwój I gdański namiestnik pomorski 1205–1219/20 | Warcisław I świecki ks. świecko- lubiszewski 1227–1227/33                   | Racibor ks. białogardzki 1233–1262                                          | Warcisław II ks. gdański 1266–1270 | Mściwój II ks. pomorski 1270–1294 | Mściwój II ks. pomorski 1270–1294 |
| Sobiesław namiestnik pomorski 1155–1177/80 | Sambor I gdański namiestnik pomorski 1177/80–1205 | Mściwój I gdański namiestnik pomorski 1205–1219/20 | Warcisław I świecki ks. świecko- lubiszewski 1227–1227/33                   | Sambor II ks. lubiszewski (tczewski) 1233–1269                              |                                    | Mściwój II ks. pomorski 1270–1294 | Mściwój II ks. pomorski 1270–1294 |
| Sobiesław namiestnik pomorski 1155–1177/80 | Sambor I gdański namiestnik pomorski 1177/80–1205 | Mściwój I gdański namiestnik pomorski 1205–1219/20 | Warcisław I świecki ks. świecko- lubiszewski 1227–1227/33                   | Mściwój II ks. świecki 1255–1270                                            |                                    | Mściwój II ks. pomorski 1270–1294 | Mściwój II ks. pomorski 1270–1294 |